# Révész Béla (labdarúgó)
Révész Béla, névváltozatok: Reizmán, Reismann (Budapest, 1886. február 9. – Budapest, 1939. július 19.) válogatott labdarúgó, hátvéd, edző, gyári hivatalnok. Az 1912-es stockholmi olimpián a csapat tagja volt.

## Családja
Reizmán/Reismann József és Weisz Karolina fiaként született. Felesége a nála 9 évvel fiatalabb Schneider Piroska volt, akivel 1918. május 20-án Budapesten, Kőbányán kötött házasságot.

## Pályafutása

### A válogatottban
1909 és 1915 között 8 alkalommal szerepelt a válogatottban. Az 1912-es stockholmi olimpián részt vevő válogatott tagja.

### Edzőként
Edzősködött a Sabariánál, a Hungáriánál valamint Németországban, Olaszországban  és Romániában.

## Sikerei, díjai

### Játékosként
- Olimpiai játékok
  - 5.: 1912, Stockholm
- Magyar bajnokság
  - bajnok: 1904, 1907–08, 1913–14, 1916–17

### Edzőként
- Magyar bajnokság
  - bajnok: 1928–29

## Statisztika

### Mérkőzése a válogatottban
| Magyarország | Magyarország     | Magyarország                | Magyarország  | Magyarország | Magyarország | Magyarország | Magyarország | Magyarország |
| #            | Dátum            | Helyszín                    | Hazai         | Eredmény     | Vendég       | Kiírás       | Gólok        | Esemény      |
| ------------ | ---------------- | --------------------------- | ------------- | ------------ | ------------ | ------------ | ------------ | ------------ |
| 1.           | 1909. május 29.  | Budapest, Millenáris-pálya  | Magyarország  | 2 – 4        | Anglia       | barátságos   | -            |              |
| 2.           | 1910. május 1.   | Bécs, Hohe Warte            | Ausztria      | 2 – 1        | Magyarország | barátságos   | -            |              |
| 3.           | 1911. január 1.  | Párizs, Stade du CAP        | Franciaország | 0 – 3        | Magyarország | barátságos   | -            |              |
| 4.           | 1911. január 6.  | Milánó, Stadio Civico Arena | Olaszország   | 0 – 1        | Magyarország | barátságos   | -            |              |
| 5.           | 1911. január 8.  | Zürich                      | Svájc         | 2 – 0        | Magyarország | barátságos   | -            |              |
| 6.           | 1912. június 20. | Göteborg, Valhalla          | Svédország    | 2 – 2        | Magyarország | barátságos   | -            |              |
| 7.           | 1912. július 12. | Moszkva, SZKSZ-stadion      | Oroszország   | 0 – 9        | Magyarország | barátságos   | -            |              |
| 8.           | 1915. május 30.  | Bécs, WAC-Platz             | Ausztria      | 1 – 2        | Magyarország | barátságos   | -            |              |
|              | Összesen         |                             |               | 8            | mérkőzés     |              | 0            | gól          |